# ハーリン・スサナ
- ハーリン・スサーナ

ハーリン・ジョエル・スサナ（Jarlin Joel Susana, 2004年3月23日 - ）は、ドミニカ共和国プエルト・プラタ州ビジャ・イサベラ出身のプロ野球選手（投手）。右投右打。MLBのワシントン・ナショナルズ傘下所属。

## 経歴

### プロ入りとパドレス傘下時代
2022年1月にアマチュア・フリーエージェントでサンディエゴ・パドレスと契約してプロ入り。シーズン開幕後、傘下のルーキー級アリゾナ・コンプレックスリーグ・パドレスでプロデビュー。

### ナショナルズ傘下時代
2022年8月2日にフアン・ソト、ジョシュ・ベルとのトレードで、ルーク・ボイト、CJ・エイブラムス、マッケンジー・ゴア、ロバート・ハッセル3世、ジェームズ・ウッドと共にワシントン・ナショナルズへ移籍した。移籍後は傘下のルーキー級フロリダ・コンプレックスリーグ・ナショナルズとA-級フレデリックスバーグ・ナショナルズでプレーし、移籍前を含めた3球団合計で13試合（先発12試合）に登板して防御率2.40、66奪三振を記録した。

## 投球スタイル
プロ入り地点で94～97mph（約151～156km/h）の速球を安定して投げることからパドレスのスカウトは「この若さでこれほどの球速の投手はあまり見られず、エリート級（の球速）だ。来年（2023年）、遅くとも再来年（2024年）までに100mph（約161km/h）を出しても誰も驚かないだろう」とさらなる成長を見込んでいた。また、84～87mph（約135～140km/h）のスライダーと、86mph（約138km/h）のチェンジアップ、80mph（約129km/h）のカーブを投げ、マウンドでの存在感もあると評価していた。しかし「他の同年代の投手と同様に、スサナはまだ完成しておらず、ストライクを投げる能力を改善する必要がある」と課題も述べている。